# Georges Maurice Debove
Pour les articles homonymes, voir Debove.
Georges Maurice Debove, né dans l'ancienne commune de Montmartre le 11 mars 1845 et mort à Paris 8e le 19 novembre 1920, est un médecin français des hôpitaux de Paris, doyen de la Faculté de médecine de Paris de 1901 à 1907.

## Biographie

### Jeunesse et formation
Son père est Alfred Clovis, marchand de bois à Montmartre, et sa mère est Amélie Mercedes née Balny, sans profession. Le père est originaire de Noyon en Picardie, il disparaît de bonne heure, et ses deux garçons furent élevés par leur mère.
Le jeune Maurice termine ses études secondaires au Lycée Louis-le-Grand, et sa mère consulte alors le proviseur afin de savoir s'il serait capable d’embrasser la carrière médicale. Suivant les résultats de l’élève, le proviseur juge qu’il ferait sûrement un bon médecin mais qu’il ne fallait pas imaginer en faire un professeur de Faculté. Debove racontait souvent cette anecdote.
Externe des hôpitaux en 1867 puis interne en 1869, il est l'élève de Potain. Mobilisé au moment de la guerre franco-allemande de 1870, avec le titre d’aide-médecin, à l’armée du Nord commandée par Louis Faidherbe, il participe de loin à la bataille de Bapaume.
En 1871, il choisit le service de Jean-Martin Charcot et il associe son nom à plusieurs publications sur l’hystérie.

### Carrière
Après sa thèse en 1873 sur le thème du psoriasis buccal, il est chef de clinique dans le service de Germain Sée (1818-1896) mais ne témoigne pas beaucoup de sympathie à ce patron dont il relève souvent les erreurs de diagnostic.
Médecin des hôpitaux en 1877, il est reçu au concours  d’agrégation l’année suivante. En 1881, il est chargé du cours auxiliaire de pathologie interne, puis en 1883 remplace Charles Lasègue dans son cours de clinique médicale.
Nommé chef de service à l’hôpital Bicêtre, il passa en 1884 à l’hôpital des Tournelles, aujourd’hui disparu ; c’est seulement quand une place devint vacante à l’hôpital Beaujon, en 1895, qu’il rejoignit cet établissement ; à la fin de l’année 1900, il obtint de transférer la chaire de clinique médicale de l’hôpital de la Charité à Beaujon où il resta jusqu’en 1919.

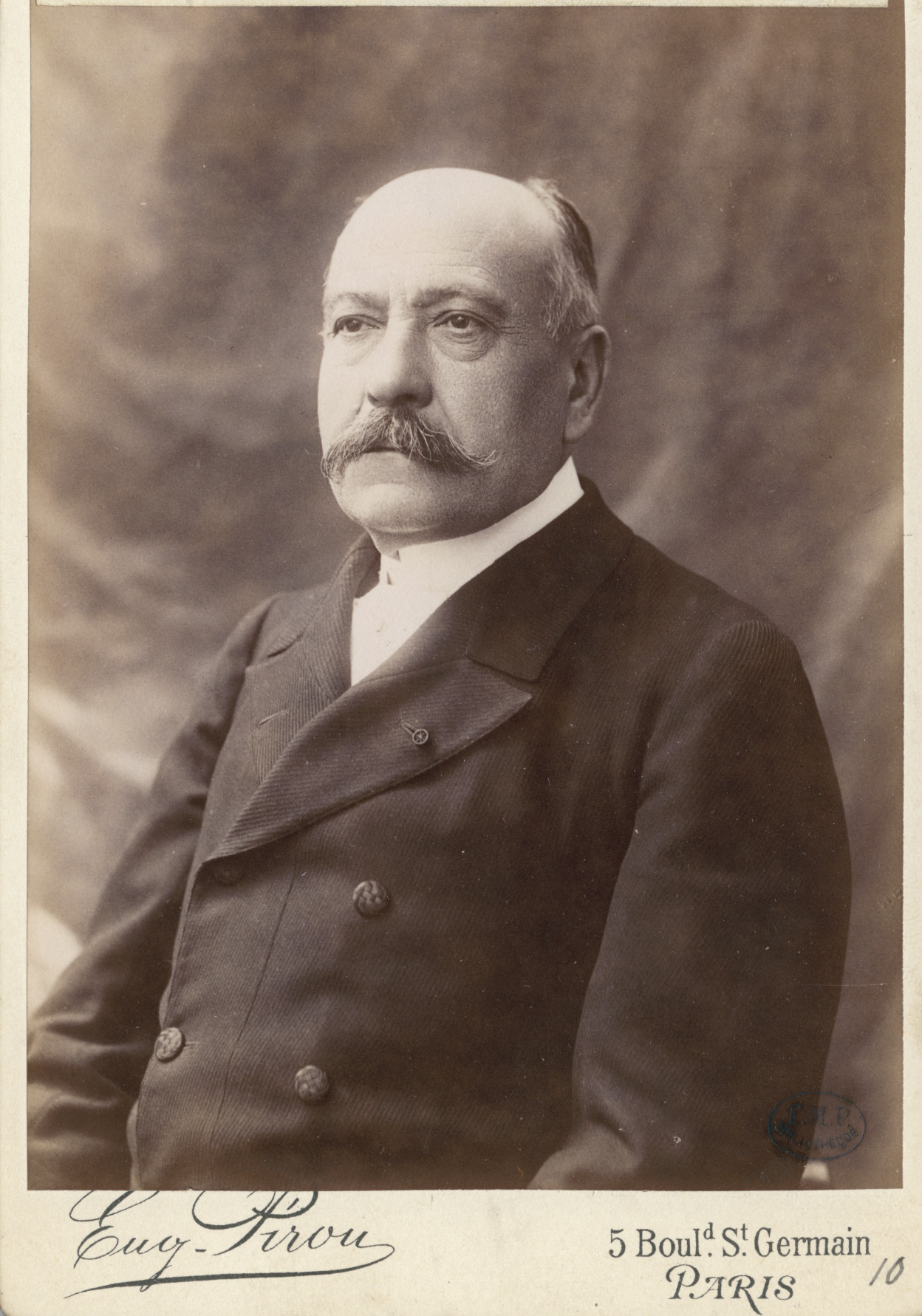
Georges Maurice Debove

Élève de Jean-Martin Charcot, Debove fait partie de ses intimes. Comme beaucoup de ses collègues, il passe presque toutes ses vacances à Paris et il ne se déplace que rarement. Pourtant, au cours de l’été 1893, il accepte d’accompagner Charcot et René Vallery-Radot lors d'un voyage dans le Morvan. Arrivés au lac des Settons, le soir du 15 août 1898, Charcot est pris d’une violente douleur d’angine de poitrine et malgré les soins de son ami, meurt dans la nuit.
En 1901, il est élu Doyen de la Faculté de médecine de Paris à la suite de Paul Brouardel , fonction qu’il conserve pendant six années. Il s’efforce d’y apporter des améliorations dans la gestion matérielle et d’y faire régner une discipline rigoureuse.
Son décanat est marqué par des manifestations étudiantes notamment contre la « règle des trois, six, neuf » qui recule d'autant de mois le droit de se représenter après chaque échec successif à un même examen.
Il est nommé président du Comité consultatif d'hygiène publique en 1904. C'est dans son laboratoire, situé à l'hôpital Beaujon, que son ami et collaborateur, le futur professeur de médecine André Jousset, alors interne, commence ses premières recherches sur la tuberculose.
Mis à la retraite en 1919, car la guerre de 1914-1918 avait obligé les professeurs de clinique à prolonger de quatre années leur carrière, il ne jouit pas longtemps du repos. Atteint d’une tumeur maligne de l’intestin, il ne peut bénéficier que d’une intervention à visée palliative et meurt à son domicile parisien, 53 rue La Boétie, le 19 novembre 1920.

## Travaux scientifiques
Après avec travaillé sur l’hystérie avec Charcot, c’est surtout vers la médecine générale qu’il oriente ses recherches. Il étudie particulièrement les maladies de l’estomac et il décrit l’ulcère simple de l’œsophage en 1883. Il améliore la technique du lavage de l’estomac en mettant au point, avec l’un de ses amis, manufacturier de caoutchouc vulcanisé, un tube semi-rigide moins traumatisant que le tube de Faucher dont on signalait quelques inconvénients.
Il publie de nombreux articles sur les maladies des reins, l'insuffisance cardiaque, les maladies du foie, le traitement des pleurésies purulentes, la fièvre typhoïde. En thérapeutique, il imagine le traitement des névralgies et de la sciatique. Alors que le bacille de Koch vient d’être découvert (mars 1882), il entreprend des recherches systématiques sur la tuberculose et les publie dans ses leçons en 1884, ouvrant ainsi une polémique sur la contagiosité de cette terrible affection.
On lui doit l'un des premiers modèles de seringues stérilisables.
L’œuvre didactique de Debove est très importante. Entre 1907 et 1911, il publie, en collaboration avec Charles Achard, un Manuel des Maladies de l’estomac en trois volumes ; mais on lui doit  surtout un Manuel de Médecine en neuf volumes et un Manuel de Thérapeutique médicale en trois volumes qui font référence pendant plusieurs années.
En 1900, il publie un travail sur Le Malade imaginaire de Molière, où il montre que le malade n'était pas « imaginaire », mais plutôt neurasthénique.  Très épris de littérature, ses conférences à la Sorbonne  sur Ambroise Paré, ou sur la vie de Dominique Larrey, connaissent un vif succès.

## Titres et distinctions
Membre de l'Académie nationale de médecine depuis 1893, il a la charge de prononcer les éloges de Charcot, Louis Pasteur, Marcellin Berthelot, Valentin Magnan, Jean-Alfred Fournier. Il en devient le secrétaire perpétuel en 1913.
Il était commandeur de la Légion d’honneur depuis le 4 février 1905 et sa décoration lui avait été remise, à sa demande, par Félix Terrier.

## Œuvres et publications
- Le psoriasis buccal,  Savy (Paris), 1873, 1 vol. (55 p.) ; in-8, lire en ligne sur Gallica.
- L'action physiologique des médicaments peut-elle devenir la règle de leur emploi thérapeutique ?, [thèse présentée au concours pour l'agrégation], A. Parent (Paris), 1875.
- Note sur la méningite spinale tuberculeuse, sur l'hémiplégie saturnine et l'hémianesthésie d'origine alcoolique, V.-A. Delahaye et Cie (Paris), Éditeur : aux bureaux du Progrès médical (Paris), 1879, 24 p., in-8°, lire en ligne sur Gallica.
- Note sur l'emploi des aimants dans les hémianesthésies liées à une affection cérébrale ou à l'hystérie, aux bureaux du Progrès médical (Paris), 1879, in-8° , 8 p., lire en ligne sur Gallica.
- Note sur l'ataxie locomotrice fruste (douleurs fulgurantes sans incoordination motrice), [communication faite à la Société médicale des hôpitaux dans la séance du 27 juin 1879], impr. de F. Malteste (Paris), 1880, in-8° , 6 p., lire en ligne sur Gallica.
- Exposé des titres et travaux scientifiques, Librairie Victor Masson (Paris), 1886, Texte intégral.
- Exposé des titres et travaux scientifiques  Libr. Victor Masson (Paris), 1890, Texte intégral.
- Un Cas d'arthrite blennorragique suppurée traitée et guérie par le radium, [s.n.], 1910, lire en ligne sur Gallica.

En collaboration
- avec Henry Liouville (1837-1887): Note sur un cas de mutisme hystérique suivi de guérison, A. Duval (Paris), 1876, in-8° , 8 p., lire en ligne sur Gallica.
- avec Antoine Rémond Lavage de l'estomac[monographie imprimée], J. Rueff (Paris), 1892, 208 p., 19 cm, lire en ligne sur Gallica.
- avec André Sallard: Traité élémentaire de clinique médicale, Masson (Paris), 1905, Gr. in-8°, XVI-1296 p., fig., lire en ligne sur Gallica.
- avec J. Castaigne [sous la direction de]: Manuel des maladies des reins et des capsules surrénales, MM. G. Debove, ,par MM. E. Feuillié, A. Lavenant, M. Loeper, R. Oppenheim, F. Rathery, Masson (Paris), 1906, in-8°, VI-791 p., fig., lire en ligne sur Gallica.
- avec Dr Anne-Gabriel Pouchet et André Sallard (Dr): Aide-mémoire de thérapeutique, Masson (Paris), 1908, in-8°, II-791 p., lire en ligne sur Gallica
- Babonneix Léon, Gy Abel, Rathery François Edme, Debove Georges Maurice, Manuel des maladies de la nutrition, Paris, Masson et cie, 1912, 1082 p.